# Teoría Ecológica de Bronfenbrenner
La Teoría Ecológica de Bronfenbrenner define un sistema ambiental basado en el desarrollo de los individuos a través de los diferentes ambientes en los que se mueve y que influyen consecuentemente en sus cambios y desarrollo cognitivo, moral y relacional. 
Esta teoría se publica en el año 1979, en su libro más conocido: “La ecología del desarrollo humano”. 
Respecto a él, argumenta el escritor que la psicología del desarrollo es “la ciencia de la extraña conducta de los niños, en situaciones extrañas, con adultos extraños, durante el menor tiempo posible" (Bronfenbrenner, 1987). Consiguientemente, lo que se propondrá Bronfenbrenner será exponer el “ambiente ecológico”, entendido por un conjunto de estructuras, cada una de las cuales cabe dentro de la siguiente. Así pues como resultado de la interacción de estos microsistemas se sucederá un desarrollo psicológico con relaciones intrapersonales y patrones de actividad, considerados por el autor, fundamentales.

## Biografía
Urie Bronfenbrenner, nació en la antigua Unión Soviética el 29 de abril de 1917. Hijo del Dr. Alexander Bronfenbrenner y de Eugenie Kamenetski. Su familia emigró en el año 1923 a los Estados Unidos, lo que podría definirse según su teoría como una “transición ecológica” (Bronfenbrenner, 1987 b: 26). Su padre profesaba como médico, pero al llegar a EE. UU. no le permitieron ejercer su trabajo por lo cual, Urie Bronfenbrenner tuvo que criarse en el suelo de una institución para 320 deficientes mentales, llamada Institución del estado de Nueva York para el retraso mental (New York State institution for the mentally retarded), de la cual Alexander era el director de investigación. Ahí empezó a comprobar cómo los niños y niñas experimentaban una reducción de sus coeficientes intelectuales cuando ingresaban en el centro y finalmente acabó adquiriendo un grado en psicología. Además, su padre, descubrió que los internos que trabajaban en casa de los empleados a diferencia de los que lo hacían en las granjas, aumentaban sus coeficientes intelectuales. Consiguientemente a este descubrimiento, Urie Bronfenbrenner adquiere interés en el efecto del contexto ecológico sobre la arquitectura y el desarrollo psicológico de las personas. Posteriormente, se alistó en el ejército estadounidense, donde unos meses más tarde decidió escribir una carta al General Adjunto de los Estados Unidos, que le acabó destinando, a lo que hoy es conocido como la CIA. Allí conoció a reconocidos psicólogos como Newcomb, Lewin o Tarman, que influyeron en la posterior creación de la “Teoría Ecológica de Bronfenbrenner”.
Falleció el 25 de septiembre del 2005 a la edad de 88 años en Nueva York.

## La teoría ecológica del desarrollo humano de Bronfenbrenner
Esta teoría expone el desarrollo de la conducta humana, a partir de los niños, dentro de los contextos de los sistemas de relaciones que forman su entorno. Esta perspectiva concibe al ambiente ecológico como un conjunto de estructuras seriadas y estructuradas en diferentes niveles, en donde cada uno de esos niveles contiene al otro. Identifica 5 sistemas ambientales con los cuales interactúa un individuo y proporciona el marco desde el cual los psicólogos comunitarios estudian las relaciones persona-ambiente (contexto): microsistema, el mesosistema, el exosistema, el macrosistema y el cronosistema.
Estos 5 sistemas están socialmente organizados de manera que apoyan y guían el desarrollo humano.
Bronfenbrenner argumenta que la capacidad de formación de un sistema depende de la existencia de las interconexiones sociales entre ese sistema y los otros. Todos los niveles del modelo ecológico propuesto dependen unos de otros y, por lo tanto, se requiere de una participación conjunta de los diferentes contextos y de una comunicación entre ellos.
A su vez, en este modelo, se destaca la importancia de las transiciones ecológicas: son cambios en el entorno o de rol social a lo largo de nuestra vida como individuos, es decir, cambios en las expectativas de la conducta asociadas a determinadas posiciones en la sociedad. 

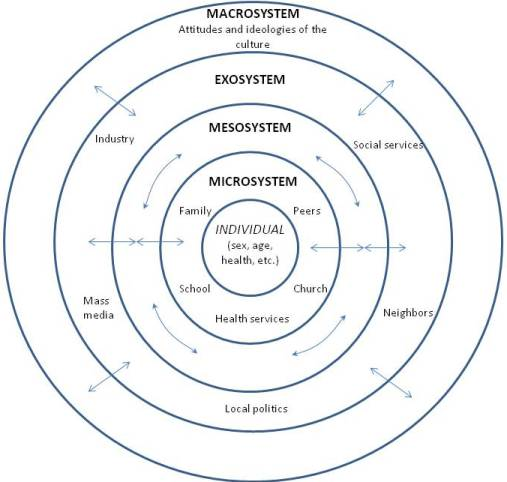
5 sistemas de la Teoría Ecológica de Bronfenbrenner.

Cada sistema depende de la naturaleza contextual de la vida de la persona y ofrece una diversidad cada vez mayor de opciones y fuentes de crecimiento. Además, dentro y entre cada sistema hay influencias bidireccionales. Los 5 subsistemas definidos por Bronfenbrenner son los subsiguientes: 
- “El Microsistema”: Es la capa más cercana al niño y contiene las estructuras con las que él tiene contacto directo. Abarca las relaciones e interacciones que un menor tiene con su entorno inmediato (Berk, 2000). Sus estructuras incluyen la familia, la escuela, el vecindario, o los ambientes del cuidado afectado. En este nivel, las relaciones tienen impacto en dos direcciones - tanto lejos del niño como hacia el niño. Por ejemplo, los padres de un niño pueden afectar en sus creencias y comportamiento; sin embargo, el niño también afecta el comportamiento y las creencias del padre. Bronfenbrenner llama a estas influencias bidireccionales, y muestra cómo ocurren entre todos los niveles del ambiente. La interacción de estructuras dentro de una capa e interacciones de estructuras entre capas es clave para esta teoría. A nivel del microsistema, las influencias bidireccionales son más fuertes y tienen un mayor impacto. Sin embargo, las interacciones en los niveles externos también pueden afectar las estructuras internas. Este nivel tiene 4 propiedades principales que son, la reciprocidad, el reconocimiento del sistema funcional social, que es más allá de la díada y tiene un impacto indirecto en los factores psíquicos.
- “El Mesosistema”: Esta capa proporciona la conexión entre las estructuras del microsistema del niño (Berk, 2000). Por ejemplo, la conexión entre el maestro del niño y sus padres, entre su iglesia y su barrio, etc. Sus propiedades son, la relación entre entornos y la transición Ecológica.
- “El Exosistema”: Esta capa define el sistema social más grande en el que el niño no funciona directamente. Las estructuras de esta capa afectan el desarrollo al interactuar con alguna estructura en su microsistema (Berk, 2000). Los horarios de trabajo de los padres o los recursos de la familia basados en la comunidad son algunos ejemplos. El niño puede no estar directamente involucrado en este nivel, pero sí siente la fuerza positiva o negativa en la interacción con su propio sistema.
- “El Macrosistema”: Esta capa puede ser considerada la capa más externa en el entorno del niño. Aunque no es un marco específico, está formada por valores culturales, costumbres y leyes (Berk, 2000). Los efectos de los grandes principios definidos por el macrosistema tienen una influencia en cascada a lo largo de las interacciones de todas las demás capas ya que este modelo apoya la idea de que cada uno de esos niveles contiene al otro. Por ejemplo, si la creencia cultural en la que vive una familia es que los padres deben ser los únicos, exclusivamente, en criar a sus hijos, esta cultura ofrecerá consecuentemente menos ayudas educacionales. Esto, a su vez, afectará las estructuras en las que los padres funcionan. La capacidad o incapacidad de los padres para llevar a cabo esa educación hacia su hijo, en el contexto del microsistema de éste, también se verá afectada.
- “El Cronosistema”: Este sistema abarca la dimensión del tiempo en lo que se refiere a los entornos de un niño. Los elementos dentro de este sistema pueden ser externos, tales como el momento de la muerte de un padre, o internos, tales como los cambios fisiológicos que ocurren con el envejecimiento de un infante. A medida que los jóvenes crecen, pueden reaccionar de manera diferente a los cambios ambientales y consecuentemente, ser más capaces de determinar cómo ese cambio les influirá.

Bronfenbrenner argumenta que la capacidad de formación de un sistema depende de la existencia de las inter-conexiones sociales entre ese sistema y los otros. Todos los niveles del modelo ecológico propuesto dependen unos de otros y, por lo tanto, se requiere de una participación conjunta de los diferentes contextos y de una comunicación entre ellos.
Según esta construcción teórica, cada sistema contiene roles, normas y reglas que pueden dar forma al desarrollo psicológico. Debido a que potencialmente tenemos acceso a estos subsistemas, somos capaces de tener más conocimiento social, un mayor conjunto de posibilidades para aprender la resolución de problemas, y el acceso a nuevas dimensiones de auto-exploración. 
Bronfenbrenner ve la inestabilidad y la imprevisibilidad de la vida familiar que ha creado nuestra economía, como la fuerza más destructiva para el desarrollo de un niño (Addison, 1992). Los infantes, no tienen la interacción mutua constante con adultos que es necesaria para su desarrollo. De acuerdo con la teoría ecológica, si las relaciones en el microsistema inmediato se rompen, el niño no tendrá las herramientas para explorar otras partes de su entorno. Los que busquen las afirmaciones que deben estar presentes en las relaciones niño/padre con posterioridad, lo acabarán haciendo en lugares inapropiados. Estas deficiencias se manifiestan especialmente en la adolescencia como conductas antisociales, falta de autodisciplina e incapacidad para proporcionar autodirección (Addison, 1992).
Bronfenbrenner reconoció en este modelo que no se hizo suficiente hincapié en el propio papel de los individuos en su desarrollo, y así comenzó a seguir desarrollando su nuevo modelo: Modelo bioecològico de Bronfenbrenner-Ceci.

## El modelo bioecológico de Bronfenbrenner-Ceci (1994)
Es una extensión del modelo teórico original del desarrollo humano de Bronfenbrenner o también conocido como  “teoría de sistemas ecológicos”. Bronfenbrenner desarrolló este modelo después de reconocer que el individuo fue pasado por alto en otras teorías del desarrollo humano, la biología de la persona puede ser considerada como parte del microsistema, alimenta su ambiente, y que se centraron en gran medida en el contexto del desarrollo (p.ex. el medio ambiente). El cuerpo es el sistema de soporte vital, el sistema de movilidad y con el que percibimos e interactuamos con el medio ambiente.
Bronfenbrenner fue influenciado por el psicólogo Stephen J. Ceci, con quien fue coautor del artículo "Naturaleza-nutrición reconceptualizada en la perspectiva del desarrollo: una teoría bioecológica".
Dentro de esta teoría, el desarrollo es concebido como un fenómeno de discontinuidad (no se encuentra desarrollada por etapas) y de cambio de las características bio-psicológicas de los seres humanos, tanto de los grupos como de los individuos.
El elemento crítico de este modelo es la experiencia, por tanto la influencia viene del ambiente. Ésta incluye no sólo las propiedades objetivas sino también las que son subjetivamente experimentadas por las personas que viven en ese ambiente. Los autores argumentan que, en el transcurso de la vida, el desarrollo toma lugar a través de procesos cada vez más complejos en un activo organismo bio-psicológico. Por lo tanto, el desarrollo es un proceso que deriva de las características de las personas (incluyendo las genéticas) y del ambiente, tanto el inmediato como el remoto y dentro de una continuidad de cambios que ocurren en éste a través del tiempo.
El modelo teórico es referido como un modelo de 4 variables:  “modelo Proceso-Persona-Contexto-Tiempo” (PPCT).
Ejemplo con el estudio longitudinal de Drillien (1964) a bebés de distintos grupos socioeconómicos relacionando su peso al nacer (alto o bajo) y los posibles problemas de conducta a los 2 y a los 4 años de edad. Así pues, analizaron el impacto que tenía el efecto de calidad de interacción madre-hijo (pobre o buena).
Las 4 variables en nuestro ejemplo:
-Proceso-> interacciones madre-hijo
-Persona-> peso al nacer (bajo/alto)
-Contexto-> Nivel socioeconómico
-Tiempo-> distintas observaciones a los 2 y a los 4 años de edad
Según la teoría bioecológica, los “procesos proximales” deberían menguar o mediar los problemas de conducta. Efectivamente, este estudio muestra que los procesos proximales (la interacción madre-hijo/a a lo largo del tiempo) emerge como el predictor más poderosos de los resultados conductuales (la presencia de problemas conductuales). Además, el poder de este proceso proximal varía sistemáticamente en función del contexto ambiental (clase social/ socioeconómica).
Resultados obtenidos indican que los niños con mayor número de conductas problemáticas a los 4 años eran de clase socioeconómica baja, con pobres procesos de interacción. Aunque en ambos grupos socioeconómicos, los niños estudiados presentaban mayor porcentaje de problemas conductuales a los 4 años en relación con los 2 cuando la interacción familiar había sido pobre.

## El proceso educacional según la Teoría bioecológica de Bronfenbrenner- Ceci

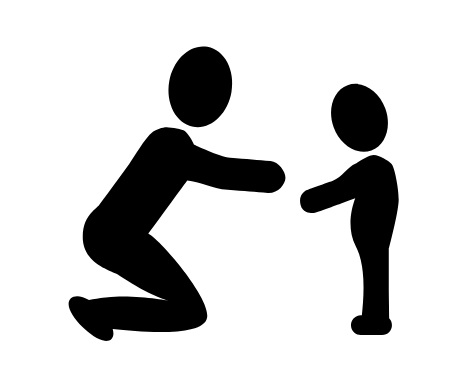
Ayuda del tutor en la educación infantil.

Propone principios educativos con base en su teoría bioecológica. A continuación se expondrán algunos de ellos.
1) La ciencia debe estar subordinada a la política social ya que la realidad social aporta “vitalidad” y “validez” (Bronfenbrenner, 1974: 1).
2) Con el objetivo de mejorar el desarrollo intelectual, emocional, social, moral de las personas se requiere de la participación en actividades progresivamente más complejas en un periodo estable y regular a lo largo del tiempo, con una o más personas en las cuales se establecen fuertes vínculos emocionales y que están comprometidas con el bienestar y el desarrollo de las personas (Bronfenbrenner, 2001; Bronfenbrenner y Evans, 2000; Bronfenbrenner y Morris, 1998).
3)“Currículo para el cuidado” o “para la atención de las personas” (“curriculum
for caring”) (Bronfenbrenner, 2005: 254). Muy ligado a los principios ya enunciados, lo que subyace es el fomento de un sentimiento de trato, respeto, tolerancia y solidaridad entre personas con el objetivo de que la educación sea más sincera y eficaz.
4)6) Finalmente, una de las derivaciones educativas más destacadas de los planteamientos de Bronfenbrenner está vinculada a la noción de “mesosistema”, es decir, el establecimiento de continuidades entre microsistemas. Según el mismo Bronfenbrenner (1985: 51-52): “El potencial de desarrollo de un escenario de crianza se ve incrementado en función del número de vínculos sustentadores entre ese escenario y otros contextos en los que se insertan el niño y los adultos responsables de su cuidado.
Podemos concluir que Bronfenbrenner, destacó la necesidad de enfatizar el hecho de que la comunidad se deba considerar un agente educativo susceptible de influir en el desarrollo psicológico de las personas.

## Críticas que ha recibido la Teoría
Poca atención a los factores biológicos y cognitivos del desarrollo en su esencia. 
No proporciona una secuencia del cambio en el desarrollo como por ejemplo aportan otras teorías como la de Jean Piaget y Erik Erikson.
Como da énfasis en el aspecto contextual del desarrollo humano, (espacio en el que se puede intervenir directamente), esta teoría suele utilizarse a la hora de hablar de educación en red y la responsabilidad compartida de la educación.
Como seres sociales e inmersos en un entorno con una cultura y contexto determinado, y a la vez, en constante transformación por el marco globalizado en el que nos sitúa el zeitgeist, podemos pensar que el desarrollo personal se crea a partir de los intermediarios culturales y la interrelación de los sistemas mencionados en la Teoría Ecológica de Bronfenbrenner. 
La suma de los sistemas (personalidad y entorno) es a la vez, agente socializador e individualizador, y sirve para entender el desarrollo del individuo en diferentes contextos.